# ネグロアマーロ
ネグロアマーロ(Negroamaro)（まれにネグロ・アマーロ(Negro Amaro)とも）は、赤ワイン用のブドウ品種であり、 イタリア南部の地場品種である。ほぼプーリア州のみ、特にイタリアの「かかと」に見立てられることもあるサレント半島で栽培されている。このブドウは色合いのとても濃いワインを生み出すことができる。ネグロアマーロから作られたワインの傾向としては、とても素朴な性格をもち、芳香と組み合わさった土っぽい苦味がある。プーリア州でも最良のワインの一部はこのブドウから作られており、特にサリーチェ・サレンティーノの場合のように、香りの強いマルヴァジーアネーラとの混醸が行われる。

## 歴史および語源
「ネグロ(negro)」は「黒」を意味するイタリア語およびラテン語の言葉に由来するが、「アマーロ(amaro)」のほうは、「苦い」を意味するイタリア語の言葉から来たのか、古代ギリシア語で「黒」を意味する「マーヴロ(mavro)」に由来するのかで主張が割れている。 もし後者の説が正しければ、「マーヴロ」はギリシャ人が紀元前7世紀に到来するよりも前にイリュリア人入植者たちがプーリアにもたらしたワインであるメールム(merum)の語源でもあるかもしれない。ホラティウスなどのローマの著述家は「ターラントのメールム(mera tarantina)」について言及しているほか、大プリニウスはマンドゥーリアのことを「viticulosa（ブドウ園が多い）」と評している。だがローマ帝国の滅亡後、ワイン醸造業は衰退し、ムルジェ台地（ムルジア）にあるベネディクト会やサレントのギリシャ正教会などの修道院で続けられるのみとなった。ネグロアマーロは、メールムに用いられたブドウ種であったか、あるいはワイン醸造の発祥地である小アジアから、過去8000年間のある時点で交易商によりもたらされた可能性がある。
近年、ネグロアマーロ・プレコーシは独自の特徴をもったクローンであることが判明した。ランダム増幅多型DNA法による解析では、この変種がヴェルディッキオ（ヴェルデカ）およびサンジョヴェーゼと遠い関係にあることを示している。

## 使用率およびワインの種類
このブドウはワイン醸造のみに用いられている。ネグロアマーロ100％のワインもあるが、マルヴァジア・ネーラやサンジョヴェーゼ、モンテプルチャーノといった品種との混醸において主体となるほうがより一般的である。これらのワインは赤ワインもしくはロゼとなり、通常は非発泡性であるが、赤・ロゼともに微発泡のフリッツァンテとなることもある。

## D.O.C.認定ワイン一覧
ネグロアマーロの使用率が85%〜100%のもの（出典）：
- レッチェ県
  - Leverano Negroamaro Rosato
  - Leverano Negroamaro Rosso
- ターラント県
  - Lizzano Negroamaro Rosato
  - Lizzano Negroamaro Rosso
  - Lizzano Negroamaro Rosso Superiore

ネグロアマーロの使用率が85%〜100%のもの：
- レッチェ県
  - Alezio Riserva
  - Alezio Rosato
  - Alezio Rosso
  - Nardo' Rosato
  - Nardo' Rosso
  - Nardo' Rosso Riserva
- ブリンディジ県およびレッチェ県
  - Salice Salentino
  - Salice Salentino Rosato
  - Salice Salentino Rosso
  - Salice Salentino Rosso Riserva

ネグロアマーロの使用率が70%〜100%のもの：
- ブリンディジ県
  - Brindisi Rosato
  - Brindisi Rosso
  - Brindisi Rosso Riserva
- レッチェ県
  - Copertino Rosato
  - Copertino Rosso
  - Copertino Rosso Riserva
  - Matino Rosato
  - Matino Rosso
- ブリンディジ県およびレッチェ県
  - Squinzano Rosato
  - Squinzano Rosso
  - Squinzano Rosso Riserva

ネグロアマーロの使用率が65%〜100%のもの：
- レッチェ県
  - Galatina Rosso

ネグロアマーロの使用率が60%〜80%のもの：
- ターラント県
  - Lizzano
  - Lizzano Rosato
  - Lizzano Rosato Frizzante
  - Lizzano Rosato Giovane
  - Lizzano Rosato Spumante
  - Lizzano Rosso
  - Lizzano Rosso Frizzante
  - Lizzano Rosso Giovane

ネグロアマーロの使用率が50%〜100%のもの：
- レッチェ県
  - Leverano Novello
  - Leverano Rosato
  - Leverano Rosso
  - Leverano Rosso Riserva

ネグロアマーロの使用率が15%〜30%のもの：
- フォッジャ県
  - Rosso di Cerignola
  - Rosso di Cerignola Riserva

### I.G.T.認定ワイン一覧
ネグロアマーロの使用率が85%〜100%のもの（出典）：
- Puglia Negroamaro
- Puglia Negroamaro frizzante
- Puglia Negroamaro novello
- Valle d’Itria Negroamaro
- Valle d’Itria Negroamaro frizzante
- Valle d’Itria Negroamaro novello
- Salento Negroamaro
- Salento Negroamaro frizzante
- Salento Negroamaro novello
- Daunia Negroamaro
- Daunia Negroamaro frizzante

ネグロアマーロの使用率が70%〜100%のもの：
- Salento Rosato Negroamaro
- Salento Rosato Negroamaro frizzante

ネグロアマーロの使用率が70%〜80%のもの：
- Tarantino Negroamaro
- Tarantino Negroamaro frizzante

## ブドウの樹種およびブドウ栽培
ブドウ樹種としては収穫量が多く、石灰質土壌を好むが、その他の土壌にも十分適応する。プーリア州の高温の夏季にとても適しており、乾燥に対する耐性も良好である。ブドウの房は300〜350グラム前後、果粒は中程度の大きさの卵形で、果皮は厚く黒紫色をしている。成熟の時期は、中手にあたる9月後半から10月前半にかけてである。アメリカ合衆国で最初のネグロアマーロ生産者は、カリフォルニア州メンドシーノ郡ユカイアのキアリート・ヴィンヤードである。

## 別名
ネグロアマーロの別名としては、アブルッツェーゼ(Abruzzese)、アルベーゼ( Albese)、アマーロ・ネロ(Amaro Nero)、アマーロネロ(Amaronero)、アルベーゼ(Arbese)、ラクリマ(Lacrima)、マンジャ・ヴェルデ(Mangia Verde)、ネグラマーロ(Negramaro)、ネロ・レッチェーゼ(Nero Leccese)、 ニウリ・マル(Niuri Maru)、サン・ロレンツォ(San Lorenzo)などがある。